# Росомаха (міфологія)
Росомаха (біл. Расамаха) — персонаж білоруської міфології, лісовий дух, що живе в житньому, або конопляному полі, а також в глибині озера недалеко від місць поселення людей. Незважаючи на жахливий зовнішній вигляд відносно нейтральна, й чіпає людей тільки вночі.

## Опис
Росомаха це лісовий дух, що живе в житньому, або конопляному полі, а також в глибині озера біля місць поселення людей. Найчастіше постає у вигляді неймовірно огидної жахливої жінки, зі звірячою головою, з довгим розпущеним волоссям, з дуже довгими пальцями та руками й з повністю голим, але при цьому, покритим шерстю тілом. Вона, також, має певну схожість з Русалкою. Вдень вона сидить на своєму полі, або поруч зі своїм озером і розчісує своє довге огидне волосся щучім гребенем, а при наближенні людини — одразу ж зникає. Лише вночі Росомаха виходить на полювання, тоді ж вона може й викрасти людину. В основному вона викрадає молодих, вважаючи за краще не чіпати людей похилого віку.
За деякими легендами, часом, Росомаха видирає вим'я у корів, не завдаючи їм більше ніякої шкоди.